# Torneo masculino de fútbol en los Juegos Nacionales 2012
El torneo masculino de fútbol en los Juegos Nacionales 2012 se llevó a cabo en Cúcuta, Norte de Santander, desde el 10 al 17 de noviembre. Están habilitados para integrar su respectiva selección jugadores de categoría sub-19.

## Equipos participantes
| Valle del Cauca | Norte de Santander |
| Antioquia       | Caldas             |
| Bogotá, D. C.   | Nariño             |
| Atlántico       | La Guajira         |

## Primera fase

### Grupo A
| Equipo          | Pts | PJ | PG | PE | PP | GF | GC | DIF |
| --------------- | --- | -- | -- | -- | -- | -- | -- | --- |
| Valle del Cauca | 7   | 3  | 2  | 1  | 0  | 6  | 0  | +6  |
| Nariño          | 5   | 3  | 1  | 2  | 0  | 3  | 0  | +3  |
| Atlántico       | 4   | 3  | 1  | 1  | 1  | 3  | 4  | -1  |
| La Guajira      | 0   | 3  | 0  | 0  | 3  | 2  | 10 | -10 |

| Fecha            | Lugar      | Local           | Resultado | Visitante       |
| ---------------- | ---------- | --------------- | --------- | --------------- |
| 11 de noviembre, | Los Patios | Valle del Cauca | 4:0       | La Guajira      |
| 11 de noviembre  | Los Patios | Atlántico       | 0:0       | Nariño          |
| 12 de noviembre  | Los Patios | La Guajira      | 0:3       | Nariño          |
| 12 de noviembre  | Los Patios | Valle del Cauca | 2:0       | Atlántico       |
| 13 de noviembre  | Los Patios | Atlántico       | 3:2       | La Guajira      |
| 13 de noviembre  | Los Patios | Nariño          | 0:0       | Valle del Cauca |

- Datos: Q6149888